# Пролетая над гнездом кукушки (фильм)
«Пролета́я над гнездо́м куку́шки» (англ. One Flew Over the Cuckoo’s Nest, также встречается — «Полёт над гнездом кукушки») — психологическая комедийная драма кинорежиссёра Милоша Формана, экранизация одноимённого романа Кена Кизи.
Премьера фильма состоялась 19 ноября 1975 года на кинофестивале в Чикаго. Он стал вторым фильмом в истории мирового кинематографа, завоевавшим «Оскар» в пяти самых престижных номинациях, что ранее удавалось только картине «Это случилось однажды ночью» (1934). Такую же «Большую пятёрку» ему удалось взять в пяти номинациях на «Золотой глобус» — первый раз в истории кино.
Фильм, повествующий о драме в психиатрической клинике, снимался практически полностью в отделении для душевнобольных больницы штата Орегон. Зрители очень тепло приняли картину. Фильм собрал свыше 100 млн долларов в прокате в США. Критика высоко оценила режиссуру и актёрскую игру, признав «Пролетая над гнездом кукушки» одним из важнейших событий «новой волны» американского кинематографа 1970-х годов.

## Сюжет
Действие происходит в 1963 году. Преступника Рэндла Патрика Макмёрфи (Джек Николсон) переводят из тюрьмы в психиатрическую клинику для экспертизы.
Попав в отделение, Рэндл Макмёрфи сразу сталкивается с жёстким распорядком, установленным старшей медсестрой Милдред Рэтчед (Луиза Флетчер). Эти строгости, а также вмешательство в личную жизнь больных во время сеансов групповой терапии вызывают протест у нового пациента. Вольнолюбивый Макмёрфи не понимает, почему люди, пусть даже и не совсем здоровые, терпят такое обращение со стороны персонала. Рэндл пререкается с медперсоналом, организует в отделении уголок азартных игр, проводит голосование, дабы получить разрешение больным неурочно посмотреть Мировую серию по телевизору. После неудачного голосования он сближается с хроническим больным по кличке Вождь — крупным индейцем, которого все считают глухонемым. Наконец, Макмёрфи устраивает самовольную отлучку из больницы, отправившись с группой пациентов на рыбалку.
В ходе консилиума лечащие врачи склоняются к тому, что Макмёрфи — симулянт и его необходимо отправить назад в тюрьму отбывать срок. Однако старшая медсестра Рэтчед настаивает на том, чтобы оставить его в отделении. Задержанный для принудительного лечения, Макмёрфи неожиданно для себя узнаёт, что большинство пациентов в отделении находится добровольно и его попытки посягнуть на власть медсестры совершенно бессмысленны. Купаясь в бассейне, Рэндл обменивается угрозами с санитаром Вашингтоном, после чего Вашингтон информирует его, что срок пребывания в больнице может длиться неопределённо долго по воле медиков, и он решает бежать.
Во время очередного сеанса групповой терапии больной Чесвик теряет контроль над собой, устраивая большой скандал из-за сигарет. Макмёрфи разбивает стекло, чтобы достать для него сигареты, а Вождь пытается защитить Макмёрфи от санитаров, но взбунтовавшихся больных обездвиживают санитары из других отделений, вызванные медсестрой Рэтчед в качестве подкрепления. Затем всех троих отправляют на сеансы электрошоковой терапии. Перед процедурой Рэндл узнаёт, что Вождь умеет говорить и все слышит, но предпочитает хранить это в тайне от окружающих. Придя в себя и вернувшись назад в отделение, Макмёрфи решает, что дальше тянуть нельзя, и предлагает Вождю соучастие в побеге. Подкупив санитара ночной смены, он приглашает в отделение своих знакомых девушек и устраивает прощальную вечеринку. Когда Макмёрфи уже собирается покинуть больницу, один из пациентов, Билли Биббит намекает ему, что хотел бы переспать с одной из девушек. Молодые люди уединяются. После выпитого спиртного и бурной ночи Рэндл, как и все в отделении, засыпает, и таким образом задуманный им побег проваливается.
Наутро медсестра Рэтчед обнаруживает погром в отделении, признаки попытки побега и потерявшего девственность Билли Биббита. Рэтчед угрожает Биббиту тем, что расскажет о таком недостойном поведении его матери, близкой подругой которой она является, чем приводит его в состояние отчаяния и вынуждает выдать зачинщика ночной вечеринки. Биббита в суматохе оставляют ненадолго одного, и он кончает жизнь самоубийством, перерезав себе сонную артерию. Придя в ярость от того, что Рэтчед довела до самоубийства юного Биббита, Макмёрфи набрасывается на медсестру и начинает её душить, но его в последний момент успевает обезвредить санитар, и Рэтчед выживает, получив серьёзную травму шеи.
Жизнь в больнице продолжается. Через некоторое время Рэндл снова появляется в отделении — Вождь видит, как его ведут под руки санитары. Вождь радуется возвращению своего единственного друга и говорит ему, что чувствует себя «большим, как гора» и готов совершить побег, но видит, что Макмёрфи никак не реагирует на его слова. Присмотревшись, он обнаруживает шрамы с левой и правой сторон лба и понимает, что тот перенёс лоботомию. Вождь говорит Макмёрфи, что не хочет уходить без него, но и не хочет оставлять его в таком состоянии. Тогда он произносит: «Пошли» — и душит Макмёрфи подушкой. Затем, выбив зарешёченное окно тяжёлой мраморной колонкой, вырванной из душевой, он выбирается на свободу и убегает прочь.

## В ролях
| Актёр           | Роль                  |
| --------------- | --------------------- |
| Джек Николсон   | Рэндл Патрик Макмёрфи |
| Луиза Флетчер   | сестра Милдред Рэтчед |
| Уильям Редфилд  | Дэйл Хардинг          |
| Уилл Сэмпсон    | «Вождь» Бромден       |
| Брэд Дуриф      | Билли Биббит          |
| Сидни Лэссик    | Чарли Чесвик          |
| Питер Брокко    | полковник Маттерсон   |
| Дэнни Де Вито   | Мартини               |
| Кристофер Ллойд | Макс Тэйбер           |
| Дин Р. Брукс    | доктор Джон Спиви     |

| Актёр             | Роль                     |
| ----------------- | ------------------------ |
| Уильям Дуэлл      | Джим Сифелт              |
| Винсент Скьявелли | Фредриксен               |
| Делос В. Смит     | Скэнлон                  |
| Майкл Берриман    | Эллис                    |
| Нейтан Джордж     | санитар Вашингтон        |
| Мими Саркисян     | сестра Пилбоу            |
| Скэтмэн Крозерс   | ночной санитар Тёркл     |
| Иосип Элик        | Банчини                  |
| Анжелика Хьюстон  | женщина в толпе на пирсе |

## Создание

### Предыстория
Начало 1970-х — время «новой голливудской волны». Темы и настроения, которым ещё недавно не было места на экранах (секс, насилие, обсценная лексика, хиппи), постепенно становятся мейнстримом. Такие картины, как «МЭШ», «Уловка-22» привносят новые веяния в интеллектуальное кино Голливуда. Тогда же на экранах появляются картины, преодолевшие рубеж выручки в 100 млн $ в американском прокате, — «Челюсти» и «Экзорцист» — первые ласточки эпохи блокбастеров.

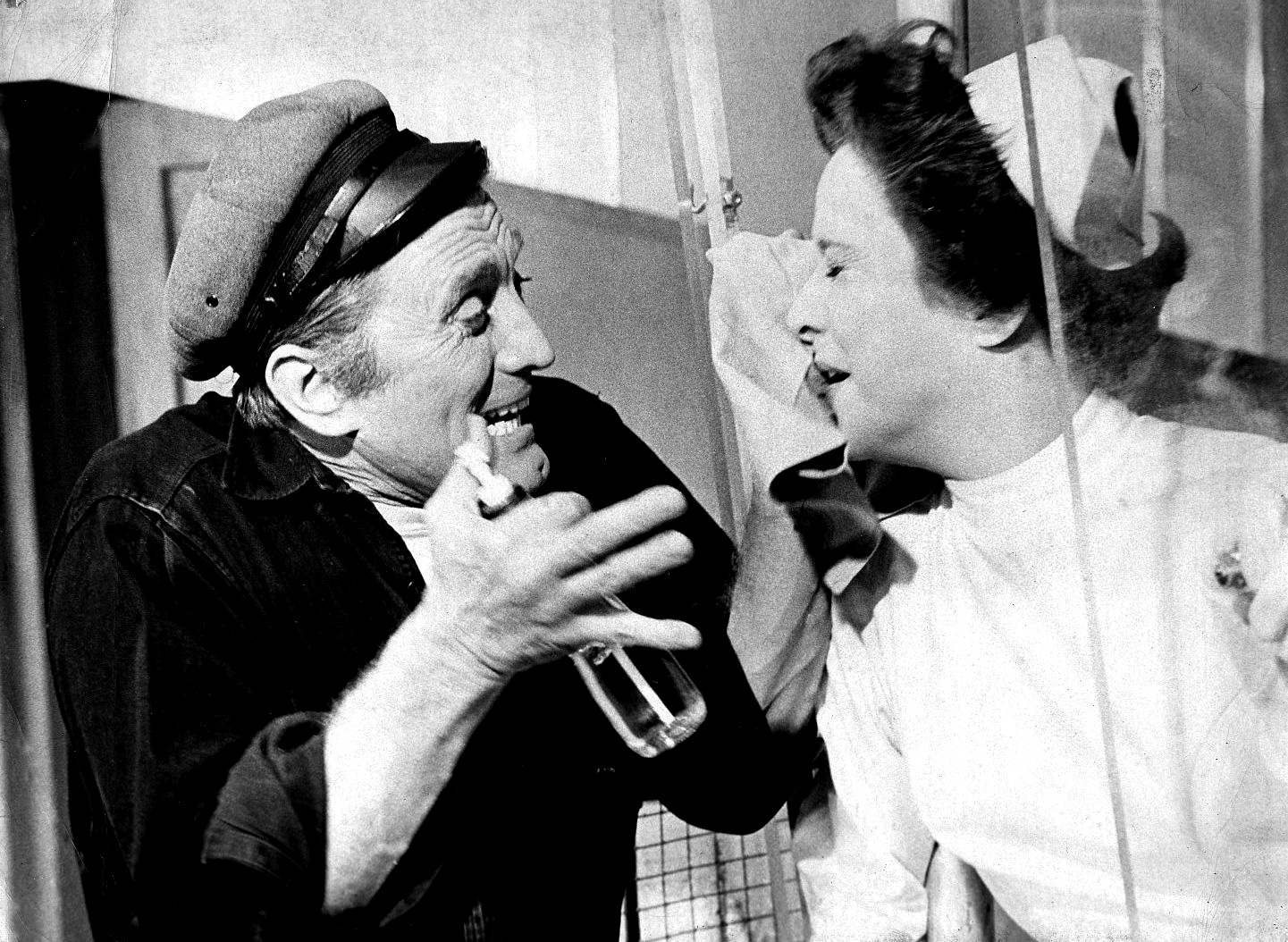
Кирк Дуглас (Макмёрфи) и Джоан Тетцел (сестра Рэтчед) в бродвейской постановке (1963)

Роман Кена Кизи «Пролетая над гнездом кукушки» был опубликован в 1962 году и стал бестселлером в США. Книга быстро стала классикой поколения битников и уже к 1975 году была переиздана в США более двадцати раз. Тогда же, в 1962-м, Кирк Дуглас за 47 000 $ приобрёл права на кино- и театральную постановку:168. Сценическую версию романа написал Дейл Вассерман, и в 1963 году Кирк Дуглас осуществил инсценировку в театре «Cort» на Бродвее. Он сам и исполнял в ней главную роль Макмёрфи. Получив весьма прохладные отзывы театральной критики, пьеса продержалась на сцене всего несколько месяцев. Через год Дуглас по заданию госдепартамента оказался в Чехословакии, где познакомился с молодым и перспективным режиссёром Милошем Форманом. Они пообщались, и Дуглас уже тогда изъявил готовность обсудить начало съёмок. Он выслал роман Кена Кизи по почте, но Форман книгу так и не получил — её конфисковали на таможне.
Кирк Дуглас сам хотел спродюсировать фильм по мотивам спектакля и сыграть в нём, но разные обстоятельства воспрепятствовали его планам. Мешал судебный процесс с Дейлом Вассерманом, который неожиданно предъявил права на экранизацию своей адаптированной версии книги. Главная проблема была, однако, в том, что сценарий фильма о душевнобольных не вызывал интереса у кинокомпаний. Тема считалась если не провальной, то, во всяком случае, коммерчески бесперспективной. Сценарий был слишком новаторским для того времени. «Я принёс им настоящую классику, а они даже не поняли этого», — комментировал Кирк Дуглас свои многочисленные попытки заинтересовать кинокомпании.
Интерес к сценарию проявляли Джон Кассаветис и Питер Фонда, но по различным причинам до съёмок дело не дошло. В начале 1970-х к постановке готовился Ричард Раш, на которого книга произвела большое впечатление. Он также предложил Джеку Николсону, своему старому знакомому по малобюджетным ранним работам, главную роль в будущей картине. Раш видел сценарий более близким к книге, где повествование ведётся и от лица Вождя. Раш после двух лет безуспешных попыток был вынужден расстаться с надеждой поставить картину по той же причине — он не нашёл финансовой поддержки для проекта:169. Существует версия, что правами на экранизацию изначально владел он и продал их Кирку Дугласу после неудачи с постановкой.
В 1971 году Кирк, окончательно разочаровавшись, уже собрался продать права на экранизацию, когда его сын Майкл уговорил отца отдать их ему. Майкл решил попробовать сдвинуть проект с мёртвой точки, хотя опыта продюсирования у него не было. Во время съёмок сериала «Улицы Сан-Франциско» Майкл познакомился с Саулом Зейнцем, представителем небольшой независимой продюсерской компании Fantasy Films. Зейнц несколькими годами ранее также интересовался возможностью экранизации романа Кена Кизи, и они решили совместно начать работу над фильмом.

### Подбор актёров
Одной из причин, по которым подготовка к съёмкам фильма сильно затянулась, стал необычно продолжительный и тщательный подбор актёров. Создатели располагали ограниченным бюджетом, но одновременно материал обязывал найти хороших исполнителей.

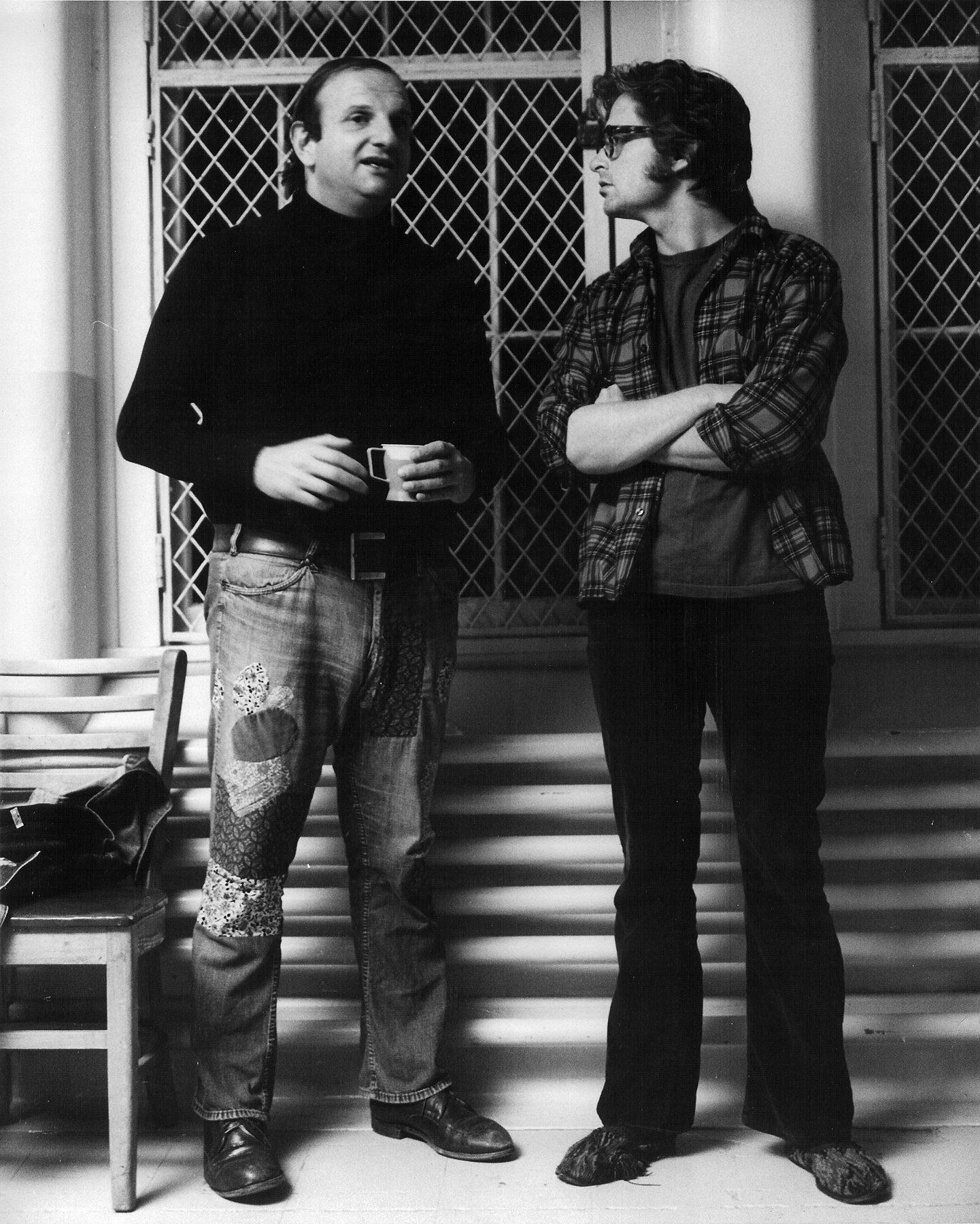
Бо Голдман и Майкл Дуглас во время работы над фильмом

Одни только поиски актёра на главную роль заняли больше года. Джек Николсон был первым кандидатом в списке. Рассматривались варианты с Марлоном Брандо и Джином Хэкменом, но только как возможная замена, — если Джек не сможет сняться. Николсон уже был хорошо известен в профессиональной среде благодаря таким работам, как «Беспечный ездок» и «Пять лёгких пьес». Однако это были, скорее, артхаусные картины, не столь хорошо знакомые широкой аудитории. Николсон тогда имел имидж испорченного молодого интеллектуала, отрицательного персонажа — совсем не бунтаря Макмёрфи. После работы в «Последнем наряде» Майкл Дуглас окончательно убедился в том, что Джек Николсон подходит на эту роль. Актёр был весьма востребован, пришлось ждать, когда он закончит съёмки. У Николсона были заманчивые предложения на следующие картины от Хэла Эшби и Бернардо Бертолуччи, но он выбрал работу с Форманом:169.
Известные актрисы Энн Бэнкрофт, Джеральдин Пейдж, Эллен Бёрстин приглашались для исполнения главной отрицательной роли медсестры, но последовательно отклоняли предложение, прочитав сценарий. Имя Луизы Флетчер было известно только специалистам благодаря нескольким её работам на телевидении в 1950-е годы, после которых она более чем десять лет практически не снималась. Милош Форман заметил 40-летнюю актрису исполняющей небольшую роль в фильме Роберта Олтмена «Воры как мы». Форман, пообщавшись с Луизой, решил, что именно она способна реализовать его идею. Главная героиня должна была поначалу понравиться зрителям, но по мере развития сюжета они должны были прийти к пониманию того, с каким воплощённым злом им предстоит столкнуться.
Отдельной задачей стал поиск актёра на второстепенную, но очень важную роль Вождя. Как вспоминал Форман, само по себе это было весьма нелегко, так как коренные жители Америки по природе не очень крупные. По замыслу режиссёра, Вождь в фильме, в отличие от книги, больше не являлся главным героем, но нужен был именно огромный, «как дерево», индеец. После долгих поисков, практически случайно, нашли уроженца племени крики Уила Сэмпсона, лесника из Вашингтона ростом 6 футов 8 дюймов (203 см).
Денни Де Вито, Делос Смит и Мими Саркисян играли роли пациентов и персонала ещё в бродвейской постановке и исполнили их в фильме повторно. При подборе остальных актёров второго плана продюсеры перебрали свыше 1700 кандидатур. Идея создателей картины состояла в том, что эти актёры должны были быть неизвестными массовому зрителю, тогда как главный герой (Николсон), наоборот, был бы хорошо узнаваем: он и представляет в психиатрической клинике наш привычный мир, тогда как прочие пациенты живут в отделённой от реальности маленькой вселенной. Кроме этого, Форман добивался того, чтобы все актёры второго плана были, по возможности, яркими и запоминающимися с одного взгляда.
Для многих известных голливудских актёров (Бред Дуриф, Денни Де Вито, Кристофер Ллойд, Уилл Сэмпсон) работа в картине Формана стала дебютной работой на киноэкране, важнейшим образом повлиявшей на их кинокарьеру. Для Уильяма Редфилда, имевшего большой опыт работы на телевидении, напротив, съёмка в фильме стала последней в жизни. Всего через несколько месяцев после выхода картины на экраны он скончался от лейкемии.
В картине несколько запоминающихся камео-ролей. Доктора Спиви сыграл настоящий главный врач больницы в Орегоне доктор Дин Брукс. Эпизодическую роль капитана на причале сыграл Саул Зейнц. В массовке картины были заняты пациенты и персонал больницы.

### Съёмки

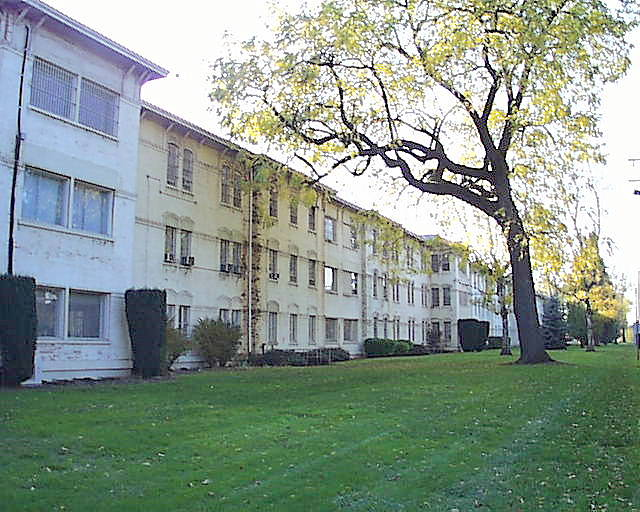
Больница штата Орегон, в которой проходили съёмки фильма (фото 2007 года)

Весьма продолжительное время дуэт продюсеров искал режиссёра, способного справиться с необычным замыслом. Перебрав множество кандидатур, они остановились на Милоше Формане. Как иронически вспоминал режиссёр — его выбрали, потому что он имел хорошую репутацию профессионала и недорого брал за свои услуги. В 1968 году Форман эмигрировал в США и успел снять фильм «Отрыв», провалившийся в прокате. Форман был тогда совершенно «на мели» и подумывал, не вернуться ли ему в Чехословакию, когда Дуглас и Зейнц неожиданно предложили ему работу. Майкл Дуглас отзывался о причине выбора так — Форман был единственным, кто уже на первой встрече с продюсерами детально описал план съёмок. Как утверждает Майкл Дуглас, он и понятия не имел в тот момент, что его отец 10 лет назад уже обсуждал подобную возможность с Форманом.
Первый вариант сценария был написан самим Кеном Кизи, но не устроил продюсеров и режиссёра. В сценарии Кизи остались атмосфера и стиль книги, переданной душевнобольным рассказчиком Вождём, что не устроило Формана:40. Дуглас обратился к Лоуренсу Хабену, затем — к Бо Голдману, тогда малоизвестному начинающему писателю. Работа над сценарием заняла около восьми недель. Кен Кизи впоследствии сослужил недобрую службу создателям картины, крайне негативно отозвавшись о сценарии фильма и, в целом, не одобрив его. Когда съёмки уже начались, в одном из интервью его спросили, будет ли он участвовать в процессе. Кизи ответил: «Вы спрашиваете, станет ли будущая мать сама себе делать аборт?».
Тем временем продюсеры продолжали обивать пороги киностудий, но так и не смогли никого заинтересовать. В итоге, 4 млн долларов на съёмки Зейнц и Дуглас собрали из собственных средств. Экономить пришлось на всём, но только не на актёре, играющем главную роль. На неё решили пригласить тогда уже вполне состоявшегося Джека Николсона. Только его Форман видел в качестве нужного исполнителя. Гонорар Николсона составил 1 млн $ плюс процент от проката:169.
Форман решил, что для достоверности съёмки должны пройти в настоящей психиатрической клинике. Согласно первоначальному замыслу, весь фильм необходимо было снять в больничных интерьерах, и только начало и концовку — на натуре. Кроме того, отделение было уже готовой декорацией, и это позволило дополнительно сэкономить средства. Режиссёр и продюсеры фильма посетили несколько лечебных заведений и остановились на больнице штата Орегон (Сейлем). Только в этой больнице, как выяснилось, врачи читали роман Кизи. Писатель жил недалеко от этих мест, и его хорошо знали в городке. Главный врач больницы, доктор Дин Брукс, познакомившись со сценарием, дал согласие на производство ленты. В больнице пустовало целое отделение. Как вспоминал Брукс, ему было интересно принять участие в процессе работы над картиной, посмотреть на реакцию пациентов, и, главное, он считал, что съёмки могут иметь благотворный терапевтический эффект. Брукс снялся в роли доктора Спиви и стал также консультантом картины.
Съёмки начались в январе 1975 года и заняли около 14 недель. Сцены фильма были сняты строго в том порядке, в котором они и появляются на экране. Только сцена рыбалки оказалась по времени последней. Форман поначалу не хотел её снимать, считая, что она выпадает из контекста, но потом всё-таки вернулся к ней. Съёмки прошли достаточно гладко, за исключением небольшого неприятного инцидента. Один из больных не обратил внимания на экран, закрывавший открытое окно, куда входил электрический кабель, выпал с третьего этажа и сломал плечо.
Некоторые сложности возникли с заключительной сценой побега Вождя, высаживающего окно. Сцена была настолько эмоциональна, что режиссёр снимал её одним дублем с нескольких камер — трудно было бы ещё раз точно поймать необходимое состояние Уила Сэмпсона. Бо Голдмен также вспоминал, что очень долго подбирал последние слова Вождя, обращённые к уже мёртвому Макмёрфи (let’s go — бежим отсюда, этих слов нет в романе).
В период репетиций около двух недель актёры, вживаясь в роль, находились в отделении, общались с больными и врачами, участвовали в сеансах социальной терапии, питались вместе с пациентами. Прибывший на съёмки позже остальных Николсон вспоминал, что его поразило то, как актёры вжились в свои роли, и что он не смог с первого взгляда отличить, кто настоящий больной, а кто играет. Доктор Брукс давал советы по тому, как актёрам можно наиболее достоверно передать особенности того или иного заболевания. Питер Брокко (исполнитель роли полковника Маттерсона) позаимствовал свой образ у пациента больницы, страдавшего параноидной шизофренией. Ближе к концу съёмок актёры практически переселились в отделение, не выходили из образа и даже спали на тех же койках, что и их персонажи.
Форман давал полную волю импровизации, и актёры часто не знали, когда их снимают, думая, что, возможно, это лишь репетиция и камера не включена. Как вспоминала Луиза Флетчер, режиссёр никогда не обсуждал с ней интерпретацию роли, а только призывал её выглядеть более естественной. Показательна сцена первого разговора Макмёрфи и доктора Спиви. Богатая мимика, беспокойное поведение и жестикуляция Джека Николсона полностью являются импровизацией. Актёры в фильме (в частности, исполнитель одной из ролей Сидни Лэссик) настолько вжились в роль душевнобольных, что продюсеры начали беспокоиться об их психическом здоровье.
По окончании съёмок права на прокат были проданы компании United Artists. Представители компании посчитали, что удачей будет, если картина отобьёт свой бюджет, и заключили с продюсерами невыгодный для себя контракт. Большой кассовый успех картины стал полной неожиданностью. Премьерный показ состоялся в ноябре 1975 года, на кинофестивале в Чикаго. Роджер Эберт, присутствовавший на премьере, вспоминал, что он никогда не видел более триумфального восприятия зрителями фильма, чем то, которое вызвала лента «Пролетая над гнездом кукушки».

## Оценка и восприятие

### Критика
Картина была положительно воспринята большинством критиков и её создание было признано значительным событием в мировом и американском кинематографе.
Винсент Кэнби (New York Times) написал, что картина не даёт ни на йоту усомниться в безупречном вкусе режиссёра. Сергей Кудрявцев привёл работу Формана в качестве редкого примера того, как фильм получил высочайшие оценки и со стороны массовой аудитории, и, одновременно, от самых требовательных специалистов. Роджер Эберт поставил ей три звезды из четырёх по своей шкале, оставшись не совсем удовлетворённым некоторыми сценами. Поездку на рыбалку он нашёл слишком надуманной и символичной, выдающей замысел режиссёра не запирать всю интригу в четыре стены. Самоубийство Билли Биббита также выпадает из общего настроения и ритма. «Фильм настолько хорош, что хочется ему простить, если что-то не так», — написал обозреватель Chicago Sun.
Жанровая принадлежность картины спорна — в ней можно наблюдать весьма свободное смешение многих стилей, от мелодрамы до трагикомедии. Кэнби назвал жанр картины чистой комедией.

Сцена в конце вечеринки в отделении. Главный герой засыпает перед открытым окном, которое ведёт на свободу. О чём задумался Макмёрфи? Эта тайна и есть тайна всего фильма (Роджер Эберт)

В центре сюжета картины прямой вызов истеблишменту героя-одиночки, олицетворяющего собой бунтарский дух Америки 1960-х. Джек Николсон успешно продолжил разрабатывать мотив нонконформистского конфликта, затронутый им в предыдущей работе «Пять лёгких пьес». В излюбленной теме Формана — контркультуре, столкновении индивидуума и системы, противопоставлении внешней и внутренней свободы — он находит новый подход. Казалось бы, в психиатрической клинике изгой общества может найти покой и убежище, но, увы, даже тут его неотвратимо настигает «коллективное безумие». Главному герою удаётся подбить своих товарищей на небольшой бунт, но Вождь не зря предупреждает Макмёрфи, вспоминая о своём отце: «Они поработали над ним, как работают над тобой». Концовка отражает неизбежное — система преодолевает сопротивление одиночки.
Система не способна вылечить пациентов и только усугубляет их состояние. Выходки же Макмёрфи парадоксальным образом благотворно влияют на узников «кукушкиного гнезда»: например, он излечивает Билли от заикания. Роджер Эберт оценил как один из наиболее важных для восприятия картины эпизодов тот, в котором Макмёрфи, отложив побег, ждёт, привалившись к стене, свою подругу и Билли Биббита. Загадочная улыбка Макмёрфи — ключ ко всей тайне фильма. Бунтарь, восставший против системы, не уходит, а остаётся и встречает свою судьбу и смерть как нечто неизбежное — то, к чему он шёл.
Винсент Кэнби, впрочем, предлагал зрителю чрезмерно не фокусировать внимание на идеологических клише и конъюнктурных отсылках к американской истории 1960-х, утверждая, что у фильма есть и другие, не столь очевидные и сиюминутные достоинства. Фильм проповедует не классический для американского общества успех, а, скорее, попытку успеха.
Примером традиционного американского семейного действа была в своё время признана картина «Убить пересмешника», ставшая своего рода символом кинематографа 1960-х. «Гнездо кукушки» становится его диалектической противоположностью и основой для традиций новой волны 1970-х:138. По выражению критика Метца, здесь можно наблюдать отказ от прошлых традиций и своеобразную «квазисемью». Вызывающая сексуальность «альфа-самца» Макмёрфи, лидера в группе больных, противопоставлена лишённому эмоций, бесполому существу в белом халате — медсестре. Однако два столь ярких антипода удивительным образом притягиваются друг к другу. Сестра Рэтчед предлагает оставить Макмёрфи в отделении даже после таких возмутительных выходок, как «телевизионный бунт» и рыбалка. Макмёрфи, имея несколько прекрасных возможностей скрыться из отделения, не торопится его покинуть. Эта же идея притягивающихся противоположностей впоследствии, например, обыграна в другой не менее известной картине — «Человек дождя»:144.
Визуальная составляющая картины также весьма интересна, хотя, главным образом, она решена в камерном стиле. Большинство сцен поставлено внутри отделения. Начало и концовка замыкают сюжет в кольцо. В начале из внешнего мира полицейские привозят Макмёрфи, и в концовке туда, в этот мир, который так страшит обитателей отделения, отправляется Вождь. Сцены на открытом воздухе — рыбалка и баскетбольный матч — визуально эффектно противопоставлены событиям в стенах отделения. Другой испытанный приём, выгодно обыгранный создателями, состоит в том, что конфликт пациентов и персонала больницы подчёркнут подбором костюмов. Тёмно-серые больничные пижамы и чёрная одежда Макмёрфи — рядом со снежно-белой униформой медсестёр и персонала — разделяют героев. Гленн Хетт (Slant Magazine) привлекает внимание зрителя к мастерству оператора и изяществу визуального решения. Проскальзывающая иногда лёгкая небрежность в построении кадра напоминает аналогичный подход Роберта Олтмена с его особой магией мизансцены. В результате, сцены социальной терапии создают для зрителя высокий эффект присутствия.
Достойным завершением картины становится финальная сцена. Несмотря на то, что концовка, на первый взгляд, глубоко трагична, у зрителей остаётся впечатление очищения и освобождения. Вождь, к которому вернулись силы, избавившийся от своих демонов, отправляется из стерильной чистоты отделения обратно на свою родину, вместе с другом.

Эмоциональное опустошение не отпускает вас даже спустя 35 лет после первого просмотра. В фильме бездна обаяния и харизмы, но головокружительная концовка снова и снова сбивает зрителя с ног. Наблюдать энергию и энтузиазм персонажа Николсона высшее удовольствие. Вновь становиться свидетелем того, как расстаётся он с жизненной силой, снова и снова, становится величайшей трагедией.
Оригинальный текст (англ.)and the emotional devastation of the ending remains potent 35 years after its initial release. There's so much charisma and charm to the film that the breakneck denouement can't help but punch you in the gut. […] Seeing that energy, that lust for life in someone else, becomes the film's greatest joy, and watching it drain out of Nicholson's character its greatest tragedy.
— Гленн Хетт, обозреватель «Slant Magazine»
Кен Кизи был крайне недоволен экранизацией своей книги, в основном порицая выбор рассказчика данной истории (в книге им выступает Вождь, в фильме его нет совсем):312. Это подтвердил и Чак Паланик, сказав:

Впервые я услышал об этой истории после успеха фильма с Джеком Николсоном в главной роли. Фильм, как признался мне Кизи, он не любил.
Оригинальный текст (англ.)The first time I heard this story, it was through the movie starring Jack Nicholson. A movie that Kesey once told me he disliked
— Предисловие к роману, издательство Penguin Books, 2007 год
Впоследствии писатель признавался, что никогда не смотрел фильм и своё мнение о нём составил исключительно на том, что слышал от окружающих:312. Примечательно, что на церемонии вручения премии «Оскар» Милош Форман не сказал никаких слов благодарности в адрес Кена Кизи:7. До конца жизни Кизи презирал экранизацию своего творения и никогда больше не общался с членами съёмочной группы.

### Актёрская игра

Сестра Рэтчед (Луиза Флетчер) и Билли Биббит (Брэд Дуриф). Игра этих актёров была особо отмечена критиками

Картина — в первую очередь бенефис актёров и их игра — получила высокие оценки критиков. Прежде всего следует отметить исполнительское мастерство актёров, сыгравших главные роли. Винсент Кэнби назвал игру Джека Николсона «блестящей», отметив, что актёр при этом совершенно не перетягивает на себя одеяло, давая коллегам по сцене возможность проявить себя. Оливер Паркер отозвался о персонаже Николсона как об одном из лучших «реальных» героев за всю историю кинематографа, сравнив его с Марлоном Брандо из «Трамвая „Желание“».
Откровением для кинообозревателей стала работа Луизы Флетчер, вдохнувшей в персонаж книги Кена Кизи новую жизнь. Полин Кейл (еженедельник Нью Йоркер) написала, что Флетчер демонстрирует подлинный мастер-класс актёрской игры. Медсестра Рэтчед в её исполнении выглядит абсолютно правдоподобной в своём желании помочь пациентам. Искренне полагая, что её социальная терапия лечит пациентов, Рэтчед одновременно уничтожает в них остатки человеческого достоинства. Экранный образ — лицо инженю без возраста, холодная улыбка и шапочка, какую носили военные медсёстры, — подчёркивает бесперспективность попытки прекословия. Согласно списку AFI, героиня Флетчер занимает пятое место среди самых известных злодеев мирового киноэкрана всех времён.

Она ужасна, но не чудовище. Омерзительна, но не гротескна. Образцовый гражданин, убийственно хорошо исполняющий обязанности. Ослепшая в своём гневе и любви к власти, выжимающая из пациентов последние остатки человечности, с леденящей душу улыбкой на лице.
Оригинальный текст (англ.)to be monstrous but not a monster, hateful but not grotesque, the very model of the good citizen doing the job, disastrously… [She is] blind to her own anger and love of power, squelching her patient's manhood with the blandest of smiles.
— 
Второстепенные персонажи в не меньшей степени способствовали успеху. Винсент Скьявелли, Уилл Сэмпсон, Сидни Лэссик и другие весьма убедительно воплотили режиссёрский замысел. Критики отдельно отметили вклад молодого дебютанта Брэда Дурифа. Обострённая и ранимая эмоциональность его персонажа, особенно в финальной сцене, весьма украсила картину. Изображение сумасшедших — артистически всегда очень трудная задача — здесь могло бы очень легко скатиться в пошлость. Между тем, исполнителям удалось не только сыграть с чувством меры и со вкусом, но и передать разные оттенки ментальных расстройств и непохожие характеры. Форман во многом положился на импровизацию, вольный язык жестов и богатую мимику актёров. Реализма картине добавили съёмки в настоящей психиатрической клинике и участие настоящих её пациентов. Весьма выразительна в этом смысле сцена ожидания перед электрошоковой терапией. В ней только трое — актёры (Николсон, Сэмпсон и Лэссик), остальные же больные — настоящие.

### Признание и значение
Картина «Пролетая над гнездом кукушки» стала одним из важнейших событий в истории американского кино 1970-х. Помимо богатого урожая кинопремий, она была также весьма успешна в финансовом плане, собрав свыше 100 млн $ только в прокате внутри США и заняв третье место в годовом прокате. Тем самым фильм приблизился по кассовым показателям к лидерам развлекательного кино того периода: триллеру «Челюсти» и мистической драме «Экзорцист». Во всемирном прокате, по некоторым оценкам, сборы составили около 300 млн $. В кинотеатрах Финляндии фильм стал самым посещаемым в 1976 году — его посмотрели 821 736 человек.
Став главным событием кинематографической осени 1975 года, фильм получил хорошую прессу и весьма благоприятные отзывы критики. После того, как в январе 1976 года «Пролетая над гнездом кукушки» выиграл «Большую пятёрку» «Золотого глобуса» (единственный раз в истории этой премии), он стал фаворитом и в гонке за «Оскарами». Главными конкурентами считались «Барри Линдон» и «Собачий полдень», но во время 48-й церемонии вручения золотых статуэток фильм Формана второй раз в истории завоевал пятёрку наиболее значимых «Оскаров». На церемонию вручения «Оскара» отпустили сыновей Формана, которых он не видел со времени отъезда из Чехословакии.
Практически для всей команды, работавшей над фильмом, он стал важнейшей вехой в карьере. Джек Николсон после четырёх номинаций, наконец, получил свой первый «Оскар». Для многих ведущих актёров Голливуда — Денни Де Вито, Винсента Скьявелли, Бреда Дуриффа, Кристофера Ллойда — картина стала дебютной. Для Луизы Флетчер эта роль осталась фактически единственной звёздной на творческом пути, и это была её единственная номинация на «Оскар».
Фильм оказал значительное влияние на кинематограф и на многих деятелей кино. Оливер Паркер вспоминал, что по этому фильму он учился снимать. Георгий Данелия упоминал о том, что «Пролетая…» — его любимый фильм у Формана, подчёркивая, что это именно восточноевропейская, а не американская картина. Работа Формана многократно цитировалась и упоминалась, исследователь Тина Батлер даже написала, что в каждом фильме о душевнобольных есть своя сестра Рэтчед и свой Макмёрфи. Исследователи обнаружили значительное влияние, оказанное картиной на такие ленты, как «Отточенное лезвие», «Пробуждение»:144. Известный баскетболист НБА Роберт Пэриш в память о персонаже картины получил прозвище «Вождь».
По фильму «Пролетая над гнездом кукушки» американской трэш-метал группой Metallica в 1986 году была написана песня Welcome Home (Sanitarium).
Тележурналист В. В. Познер вспоминал: «Фильм „Пролетая над гнездом кукушки“ я впервые посмотрел в Будапеште, летом 1977 года. Вошёл в кинотеатр… и вышел оттуда уже другим. В этой великой картине Джек Николсон играет человека по фамилии Макмёрфи: тот попал в психушку за свой буйный нрав и пытается расшевелить пациентов вполне здоровых, но спрятавшихся здесь от внешнего и враждебного мира… Сил не хватает… Он говорит: „Я хотя бы попробовал“. И вдруг я понял: в этом и есть смысл жизни — обязательно, во что бы то ни стало надо попытаться. Не имеет значения — с успехом или нет. Потому что, даже если тебе не повезёт, твой пример окажется решающим для кого-то другого». Фразу Мёрфи «Я хотя бы попробовал» Познер сделал девизом наряду с «Когда они пришли…» немецкого пастора Мартина Нимёллера.

### Изображение психиатрических клиник
Тема изображения душевнобольных имеет давние традиции в американском кинематографе. Фильм Формана — не первый, снятый в реальной клинике. Картина «Змеиная яма» (1948), заложившая традиции в данной теме, была снята в одной из калифорнийских лечебниц.

Санитары насильно препровождают Чесвика (Сидни Лэссик) на процедуру электросудорожной терапии. Сцена снималась в реальном отделении, и за ней наблюдают пациенты больницы

Пол Мазурски в целом ряде своих картин снял настоящих врачей-психиатров:128. Много общего у «Пролетая над гнездом кукушки» с фильмом «Чистое безумие» (1966), в котором свободолюбивому главному герою, поэту и дон-жуану, прописывают лоботомию, якобы из лучших побуждений:119.
Целый ряд подобных картин выработал устойчивое представление в сознании зрителя о психиатрической лечебнице как о доме скорби и о больных как социально опасных созданиях, нуждающихся в принудительном содержании под стражей. Картина Формана заняла особое место, поскольку попала в широкий прокат и её увидели миллионы зрителей. Даже несмотря на изрядную долю юмора в изображении темы и полностью вымышленный сюжет, она подверглась массовой критике.
«Пролетая над гнездом кукушки» крайне негативно изображает обстановку в психиатрической клинике:18. Отделение больницы предстаёт как бы частью антиутопического мира. Групповая терапия выглядит изощрённым издевательством, а сеансы совместного обсуждения проблем больных бесцеремонно посягают на личную жизнь. Общая палата, разделённая на дневное и ночное отделения, привязывание больных к койкам на ночь, совместное пребывание в одном отделении легко- и тяжелобольных. Даже музыка становится элементом насилия. Психиатрическая клиника в фильме, — пишет исследователь Тина Батлер, — изображается как заведение, где не могут вылечить больных, но в то же время ограничивают их свободу.
Отдельного внимания заслужили сцены медицинских процедур в картине, которые преподносятся зрителю как пытки над пациентами:28. Это также старая традиция — в фильме «Змеиная яма» попавшую «с воли» в клинику женщину подвергают шоковой терапии. Продолжая тему «Пролетая над гнездом кукушки», в фильме «Жажда смерти 2» электросудорожная терапия изображается так, словно это наказание за инакомыслие:114. Психохирургия в «Пролетая над гнездом кукушки» и других произведениях массового искусства изображалась как карательное средство социального контроля, что было вызвано использованием несовершенных процедур, отсутствием достоверных научных данных, которые подтверждали бы эффективность таких вмешательств, и недостаточно глубоким изучением их негативного влияния на личность и когнитивные функции. Как отмечал в книге, опубликованной в США в 1978 году, американский издатель ряда медицинских журналов Самуэль Чавкин, в США в качестве методов перевоспитания используются сильнодействующие медицинские препараты, электросудорожная терапия и психохирургия, причём чаще всего они применяются в этих целях к несовершеннолетним правонарушителям, заключённым и душевнобольным:26. Чавкин также упоминал, что электросудорожная терапия применяется в тюрьмах в качестве наказания и что, по мнению тех, кто знаком с положением дел в тюрьмах и психиатрических больницах, злоупотребления электросудорожной терапией, показанные в фильме «Пролетая над гнездом кукушки», вовсе не являются преувеличением:105.
Однако ещё в 1960-е в американских клиниках начались процессы по деинституционализации и полному изменению подхода к лечению душевнобольных. Доктор Брукс вспоминал, что в Орегонской больнице (где проходили съёмки фильма Формана) лоботомия в последний раз проводилась в 1958 году. Даже когда в исключительных случаях электросудорожная терапия была показана пациентам, она применялась под наркозом и с использованием специальных расслабляющих препаратов.
Картина воспринималась многими специалистами по психиатрии весьма отрицательно. Коллега Дина Брукса по Орегонской больнице — доктор Йонас Робичер — высказался о том, что специалисту приходится рассматривать фильм как нападки на государственную систему лечения душевнобольных. Доктор Мартин Андерсон в статье отзывается о том, что многие фильмы, наряду с «Пролетая над гнездом кукушки», создают негативно окрашенный миф о системе лечения. Основная проблема, по мнению Андерсона, заключается в том, что очень эмоциональная и частная точка зрения начинает формировать общественное мнение по данному вопросу. Доктор Брукс, однако, полемизируя с коллегами, говорил о том, что фильм — прежде всего выдумка и не следует его воспринимать настолько серьёзно.

### Премии и награды
| Награда                           | Кому присуждена                                                             |
| 1976 Победа: премия «Оскар»       | 1976 Победа: премия «Оскар»                                                 |
| --------------------------------- | --------------------------------------------------------------------------- |
| Лучшая мужская роль               | Джек Николсон                                                               |
| Лучшая женская роль               | Луиза Флетчер                                                               |
| Лучшая режиссура                  | Милош Форман                                                                |
| Лучший фильм                      | Майкл Дуглас, Саул Зейнц                                                    |
| Лучший адаптированный сценарий    | Лоуренс Хобен, Бо Голдман                                                   |
| Номинация:                        |                                                                             |
| Лучшая мужская роль второго плана | Брэд Дуриф                                                                  |
| Лучшая музыка                     | Джек Ницше                                                                  |
| Лучший монтаж                     | Шелдон Канн, Линзи Кингман                                                  |
| Лучшая операторская работа        | Хаскелл Уэкслер, Билл Батлер                                                |
| 1976 Победа: премия BAFTA         |                                                                             |
| Лучшая мужская роль               | Джек Николсон                                                               |
| Лучшая женская роль               | Луиза Флетчер                                                               |
| Лучшая режиссура                  | Милош Форман                                                                |
| Лучший фильм                      | Милош Форман                                                                |
| Лучший монтаж                     | Шелдон Канн, Линзи Кингман                                                  |
| Лучшая мужская роль второго плана | Брэд Дуриф                                                                  |
| Номинация:                        |                                                                             |
| Лучший адаптированный сценарий    | Лоуренс Хаубен, Бо Голдман                                                  |
| Лучшая работа оператора           | Хаскелл Уэкслер, Билл Батлер                                                |
| Лучшая музыка                     | Джек Ницше                                                                  |
| Лучший звук                       | Мэри МакГлоун, Роберт Р. Рутледж, Вероника Селвер, Ларри Джост, Марк Бергер |

| Награда                                                              | Кому присуждена                      |
| 1976 Победа: премия «Золотой глобус»                                 | 1976 Победа: премия «Золотой глобус» |
| -------------------------------------------------------------------- | ------------------------------------ |
| Лучшая мужская роль                                                  | Джек Николсон                        |
| Лучшая женская роль                                                  | Луиза Флетчер                        |
| Лучшая режиссура                                                     | Милош Форман                         |
| Лучший фильм                                                         | Милош Форман                         |
| Лучший адаптированный сценарий                                       | Хаубен, Голдман                      |
| Лучший дебют актёра                                                  | Брэд Дуриф                           |
| 1976 Победа: премия «Бодиль»                                         |                                      |
| Лучший неевропейский фильм                                           |                                      |
| 1976 Номинация: премия «Сезар (кинопремия)»                          |                                      |
| Лучший иностранный фильм                                             | Милош Форман                         |
| 1977 Номинация: «Грэмми»                                             |                                      |
| Лучший альбом на основе саундтрека к фильму                          | Джек Ницше                           |
| 1976 Победа: «Серебряная лента» итальянский синдикат киножурналистов |                                      |
| Лучший режиссёр иностранного фильма                                  | Милош Форман                         |
| 1975 Победа: премия Национального совета кинокритиков США            |                                      |
| Лучший актёр                                                         | Джек Николсон                        |
| 1976 Победа: гильдия киносценаристов США                             |                                      |
| Лучшая драма по адаптированному сценарию                             |                                      |
| 1976 Победа: премия «Давид ди Донателло»                             |                                      |
| Лучший режиссёр иностранного фильма                                  | Милош Форман                         |
| Лучший актёр иностранного фильма                                     | Джек Николсон                        |
| 1977 Победа: премия «People's Choice Awards»                         |                                      |
| Лучший фильм                                                         | Милош Форман                         |

Информация по премиям и номинациям представлена согласно данным сайта imdb.com.

### Последующее признание
- Национальный реестр фильмов (1993)
- 100 лучших американских фильмов за 100 лет по версии AFI (20-е место в списке 1998 года, 33-е место в списке 2007 года)
- 100 лучших героев и злодеев по версии AFI (2003) — медсестра Рэтчед заняла 5-е место в списке кинозлодеев
- 100 самых вдохновляющих американских фильмов за 100 лет по версии AFI (2006) — 17-е место

## Различия между фильмом и книгой
Фильм Милоша Формана кардинально отличается от романа Кена Кизи:614. Конфликт между создателями картины и автором романа, закончившийся взаимными нападками и судебным процессом, инициированным Кизи, привлёк внимание критиков и журналистов. Неоднозначное режиссёрское толкование идей писателя получило подробное освещение. Причины были не только в том, что сценарий вынужденно купирован по сравнению с книгой в связи с необходимостью уместить сюжет в ограниченный кинематографический формат:31. Разное время создания книги и сценария (1960-е и 1970-е — разные эпохи) и принципиально различное мироощущение художников привели к такому результату.

Фильм Формана — замечательное явление, и он останется сиять в веках, но в высшем смысле картина не дотягивает до страсти, глубины и постижения книги. Роман Кизи пропущен сквозь параноидальное сознание рассказчика, Вождя Бромдена. Выбрав стиль комического реализма, Форман потерял неповторимый оттенок кошмара, превращающий книгу в вывернутую аллегорию больной реальности.
Оригинальный текст (англ.)The result is well-made film that flares at times into incandescence but lucks ultimately the novel’s passion, insight and complexity… Kesey's novell was filtered through the paranoid consciousness of his Indian narrator, Chief Bromden. By opting for a style of comic realism Forman loses much of the nightmare quality that made the book a capsized allegory of an increasingly mad reality
— Джек Кролл. Newsweek:40
Критик Салли Хоуксфорд отметила, что идеи, заложенные в книге, не совместимы с чисто комедийным подходом, избранным Форманом. В картине нет и присущей книге значительной доли символизма, предвосхищающего трагическую концовку. В книге Макмёрфи, в ожидании электрошоковой терапии, говорит: «А терновый венец дадут?», в картине эта реплика отсутствует. Кинематографическая трактовка ключевых эпизодов повествования сильно отличается от книжной. Показательно, что в романе рыбалка — тщательно спланированное и разрешённое администрацией событие: Макмёрфи пришлось пройти по бюрократическим инстанциям больницы. В фильме рыбалка — самовольная отлучка пациентов и выглядит как спонтанное решение:32.
Выздоровление и освобождение, которые приносит Макмёрфи пациентам отделения, не столь явны, как в книге. В концовке романа большинство больных покидает отделение, тогда как в фильме это делает только Вождь. Критик Барбара Лупак усмотрела здесь аналогию с подходом, который исповедовал Майк Николс в картине «Уловка-22». Так же, как и Макмёрфи, капитан Йоссариан не приносит освобождения остальным героям. Позитивная концовка романа Кизи была характерна для идеалистических 1960-х, тогда как в 1970-х «пессимизм» Формана выглядит более достоверно:33.
В числе основных различий называлась смена рассказчика, Вождя Бромдена, повлёкшая за собой смену главного героя:188. В основе книги — противостояние мужского и женского начала. Медсестра Рэтчед в ней выступает как безликое порождение системы (Комбината, как её называл Вождь) с гипертрофированными женскими половыми признаками. В фильме это столкновение упрощается до мелодрамы. Исчезает Комбинат, заменённый противостоящим главному герою истеблишментом. Конфликт становится более земным и не несёт столь ярко выраженного абсурдно-шизофренического начала, характерного для книги. Читателя книги преследует иррациональный страх здорового человека, оказавшегося среди психически больных, который не может доказать свою вменяемость. В фильме же психиатрическая лечебница становится метафорическим изображением общества.

## Цифровые издания и саундтрек
- DVD-диск издания Warner Brothers (2002) — 2 диска
- anamorphic widescreen 1,85:1
- Dolby Digital 5.1 (английская дорожка)

Первое издание фильма на лазерном диске, выпущенное в 1997 году, было раскритиковано за низкое качество картинки. Тогда же, в 1997 году, компания Warner Brothers выпустила DVD, содержащий сам фильм, однако без дополнительных материалов с лазерного диска. Двухдисковое издание с дополнительными материалами длительностью 87 минут вышло в 2002 году. Оно включало в себя документальный фильм «Completely Cuckoo» и подборку восьми сцен, не вошедших в окончательную редакцию, общей длительностью 13 минут.
Из материала, не вошедшего в финальный вариант, можно отметить сцену, в которой Макмёрфи появляется в столовой в трусах. Эта сцена была одной из центральных в бродвейской постановке, где играл Кирк Дуглас. Но Форман всё же решил не включать её в свою картину. Документальный фильм повествует об истории создания ленты и содержит интервью с создателями и актёрами. К сожалению, в производстве этого фильма не принял участие Джек Николсон — его мнение о событиях и съёмках можно услышать только со слов других создателей картины. Из недостатков DVD-издания критики отметили отсутствие оригинальной звуковой моно-дорожки.
Blu-Ray издание (1080p/VC-1) было осуществлено в 2008 году. По мнению специалистов ресурса highdefdigest.com, данное издание можно рассматривать как пример хорошего переноса киноматериала 1970-х годов в современный цифровой формат.
В 1975 году был выпущен LP-диск с саундтреком фильма, и в 1996 году вышел аудио-CD с 12 композициями, прошедшими ремастеринг. Критик ресурса allmusic Стивен Макдональд отметил, что музыкальное сопровождение, созданное Джеком Ницше, отличает точное соответствие смыслу происходящего на экране. Фильм исследует пограничное состояние героев, и именно так и подобрана музыка. Временами звуковое сопровождение словно «исчезает», и зритель картины перестаёт его замечать. При этом в финальной сцене освобождения Вождя музыка снова даёт о себе знать.